# Bisbat de Tampico
El bisbat de Tampico (castellà:  Diócesis de Tampico , llatí: Dioecesis Tampicensis) és una diòcesi de l'Església Catòlica a Mèxic, sufragània de l'arquebisbat de Monterrey, i que pertany a la regió eclesiàstica Noreste. L'any 2013 tenia 1.178.000 batejats sobre una població d'1.265.000 habitants. Actualment està regida pel bisbe José Luis Dibeldox Martínez.

## Territori
La diòcesi comprèn onze municipis de la part meridional de l'estat mexicà de Tamaulipas.
La seu episcopal és la ciutat de Tampico, on es troba la catedral de la Immaculada Concepció.
El territori s'estén sobre 22.671  km², i està organitzat en 68 parròquies.

## Història
El vicariat apostòlic de Tamaulipas va ser erigit el 13 d'agost de 1861 pel Papa Pius IX mitjançant el breu Ad futuram rei memoriam, prenent el territori de la diòcesi de Linares o Nueva León (avui arquebisbat de Monterrey).
Mitjançant la butlla Apostolicam in universas del 12 de març de 1870, el mateix Papa elevà el vicariat apostòlic a diòcesi. La seu diocesana va ser inicialment Ciudad Victoria-Tamaulipas, fins al 1922, quan va ser traslladada a Tampico.
El 24 de novembre de 1922 i el 16 de febrer de 1958 cedí porcions del seu territori per tal que s'erigissin respectivament els bisbats de Papantla, Huejutla i Matamoros.
El 25 de febrer de 1958 assumí el seu nom actual.
El 9 de juny de 1962 i el 21 de desembre de 1964 cedí noves porcions de territori a benefici de les ereccions respectives de les diòcesis de Tuxpan i de Ciudad Victoria.

## Episcopologi
- Francisco de la Concepción Ramírez y González, O.F.M. † (28 de juny de 1861 - 18 de juliol de 1869 mort)
- José María Ignacio Montes de Oca y Obregón † (6 de març de 1871 - 19 de setembre de 1879 nomenat bisbe de Linares o Nueva León)
- Eduardo Sánchez Camacho † (27 de febrer de 1880 - 3 d'octubre de 1896 renuncià)
- Filemón Fierro y Terán † (14 de març de 1897 - 7 de juliol de 1905 mort)
- José de Jesús Guzmán y Sánchez † (14 de novembre de 1909 - 20 de gener de 1914 mort)
- José Guadalupe Ortiz y López † (24 de gener de 1919 - 8 de juny de 1923 nomenat bisbe de Chilapa)
- Serafín María Armora y González † (3 d'agost de 1923 - 15 d'octubre de 1955 mort)
- Ernesto Corripio y Ahumada † (25 de febrer de 1956 - 25 de juliol de 1967 nomenat arquebisbe d'Antequera)
- Arturo Antonio Szymanski Ramírez (13 d'agost de 1968 - 27 de gener de 1987 nomenat bisbe de San Luis Potosí)
- Rafael Gallardo García, O.S.A. (21 de maig de 1987 - 27 de desembre de 2003 jubilat)
- José Luis Dibildox Martínez, dal 27 de desembre de 2003

## Demografia
A finals del 2013, la diòcesi tenia 1.178.000 batejats sobre una població d'1.265.000 persones, equivalent al 93,1% del total.
| any  | població  | població  | població | sacerdots | sacerdots       | sacerdots       | sacerdots             | diaques | religiosos | religiosos | parròquies |
| ---- | --------- | --------- | -------- | --------- | --------------- | --------------- | --------------------- | ------- | ---------- | ---------- | ---------- |
| any  | batejats  | total     | %        | total     | clergat secular | clergat regular | batejats per sacerdot | diaques | homes      | dones      |            |
| 1950 | 460.000   | 490.000   | 93,9     | 71        | 66              | 5               | 6.478                 |         | 5          | 115        | 29         |
| 1966 | 349.830   | 388.745   | 90,0     | 58        | 43              | 15              | 6.031                 |         | 15         | 148        | 19         |
| 1970 | 380.000   | 400.000   | 95,0     | 57        | 43              | 14              | 6.666                 |         | 14         | 140        | 26         |
| 1976 | 526.156   | 555.977   | 94,6     | 64        | 48              | 16              | 8.221                 |         | 20         | 124        | 30         |
| 1980 | 545.000   | 638.000   | 85,4     | 65        | 47              | 18              | 8.384                 |         | 22         | 100        | 35         |
| 1990 | 778.000   | 830.000   | 93,7     | 79        | 63              | 16              | 9.848                 |         | 18         | 130        | 47         |
| 1999 | 1.016.610 | 1.081.500 | 94,0     | 110       | 93              | 17              | 9.241                 |         | 25         | 165        | 53         |
| 2000 | 1.108.000 | 1.181.200 | 93,8     | 106       | 94              | 12              | 10.452                |         | 20         | 166        | 54         |
| 2001 | 1.116.610 | 1.181.200 | 94,5     | 114       | 100             | 14              | 9.794                 |         | 21         | 164        | 58         |
| 2002 | 1.110.620 | 1.183.640 | 93,8     | 111       | 97              | 14              | 10.005                |         | 20         | 158        | 58         |
| 2003 | 1.111.080 | 1.183.840 | 93,9     | 119       | 105             | 14              | 9.336                 |         | 19         | 158        | 61         |
| 2004 | 1.111.645 | 1.193.840 | 93,1     | 109       | 96              | 13              | 10.198                |         | 20         | 145        | 62         |
| 2010 | 1.150.000 | 1.234.000 | 93,2     | 125       | 103             | 22              | 9.200                 |         | 24         | 128        | 64         |
| 2013 | 1.178.000 | 1.265.000 | 93,1     | 137       | 123             | 14              | 8.598                 |         | 16         | ?          | 67         |
| 2014 | ?         | 1.278.000 | ?        | 132       | 115             | 17              | ?                     |         | 18         | 114        | 68         |